# Lardeernaald

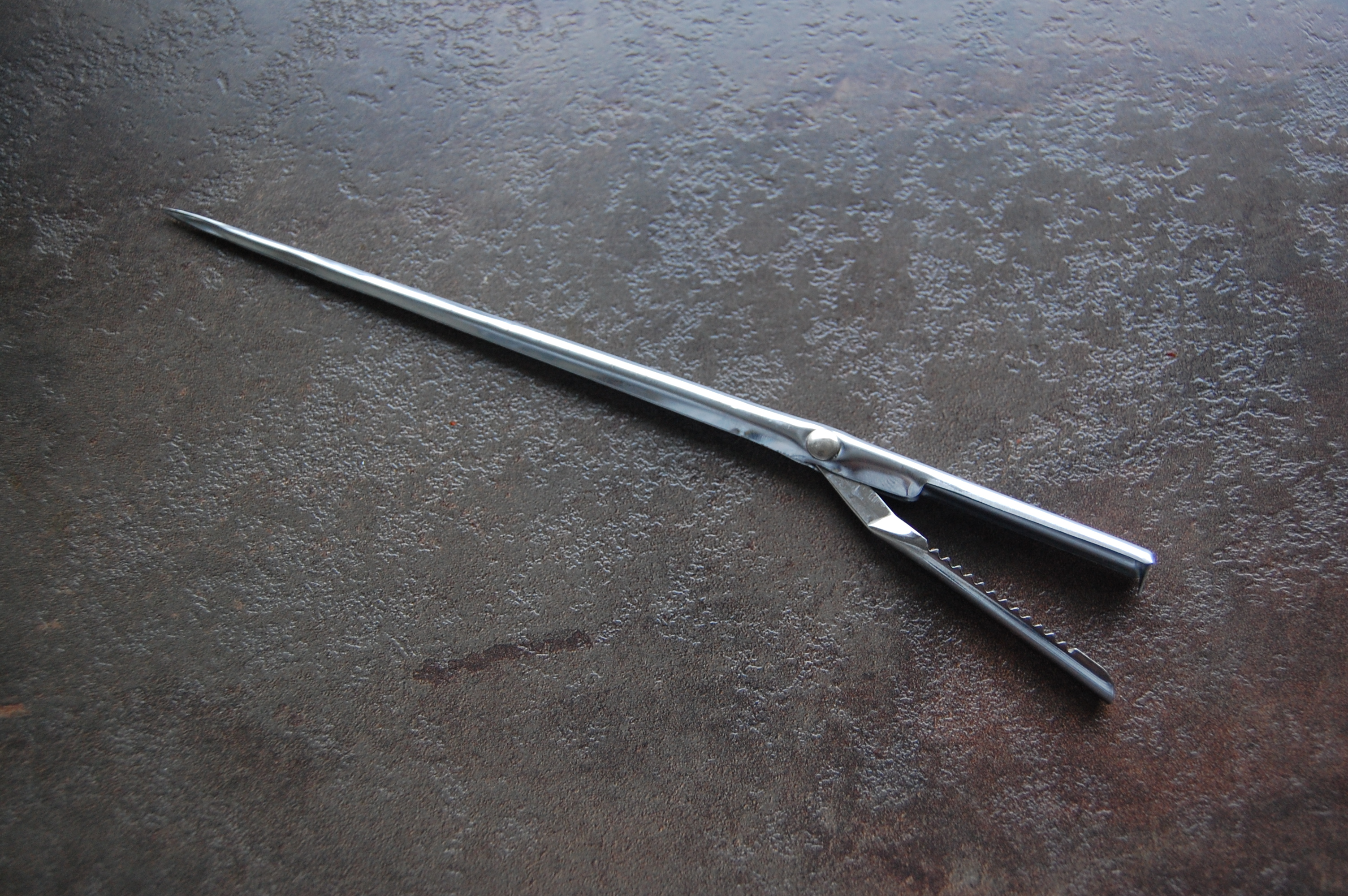
Lardeernaald

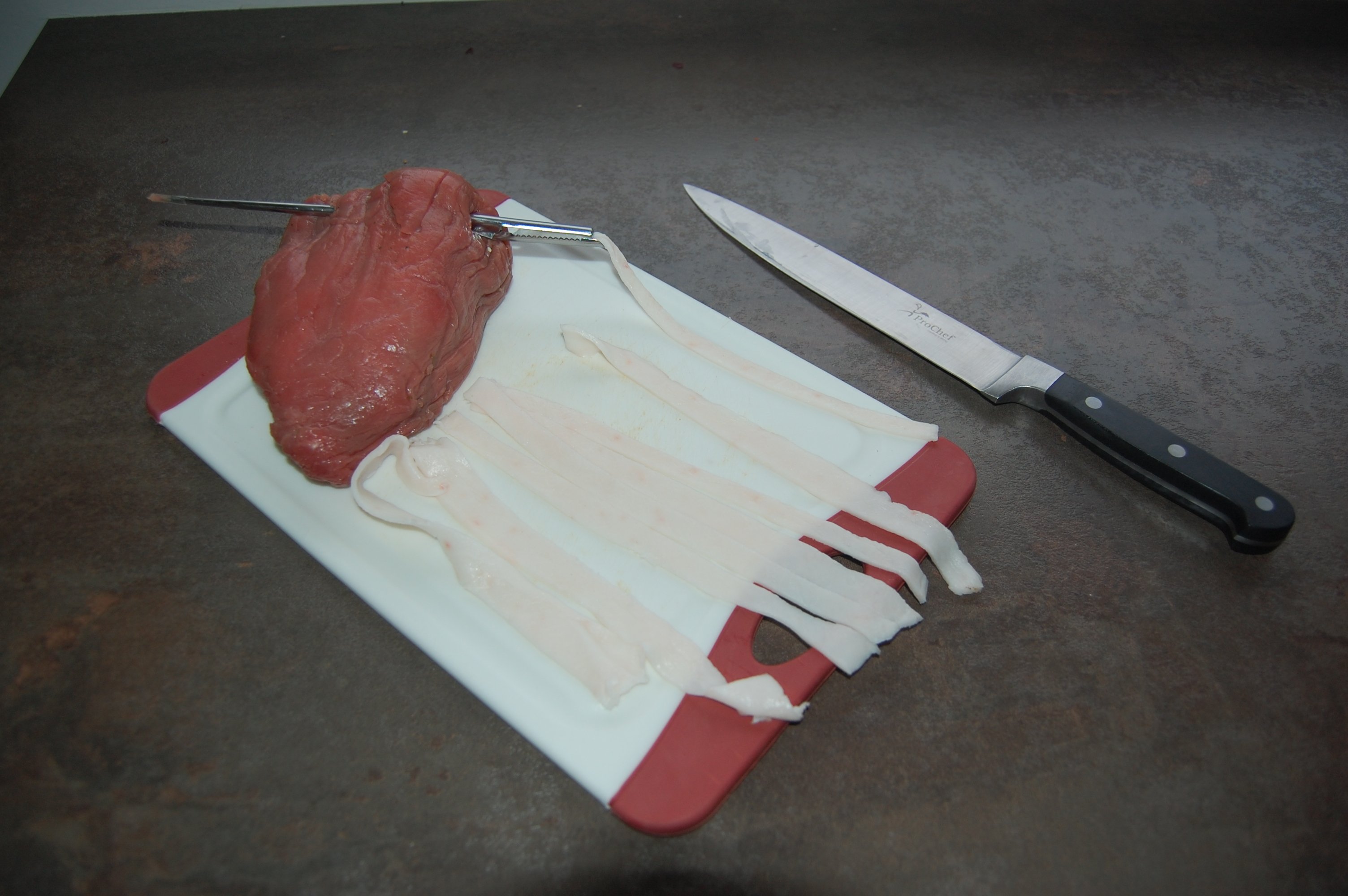
Het spek is in repen gesneden en de lardeernaald wordt met een reep spek in een stuk rosbief gestoken.

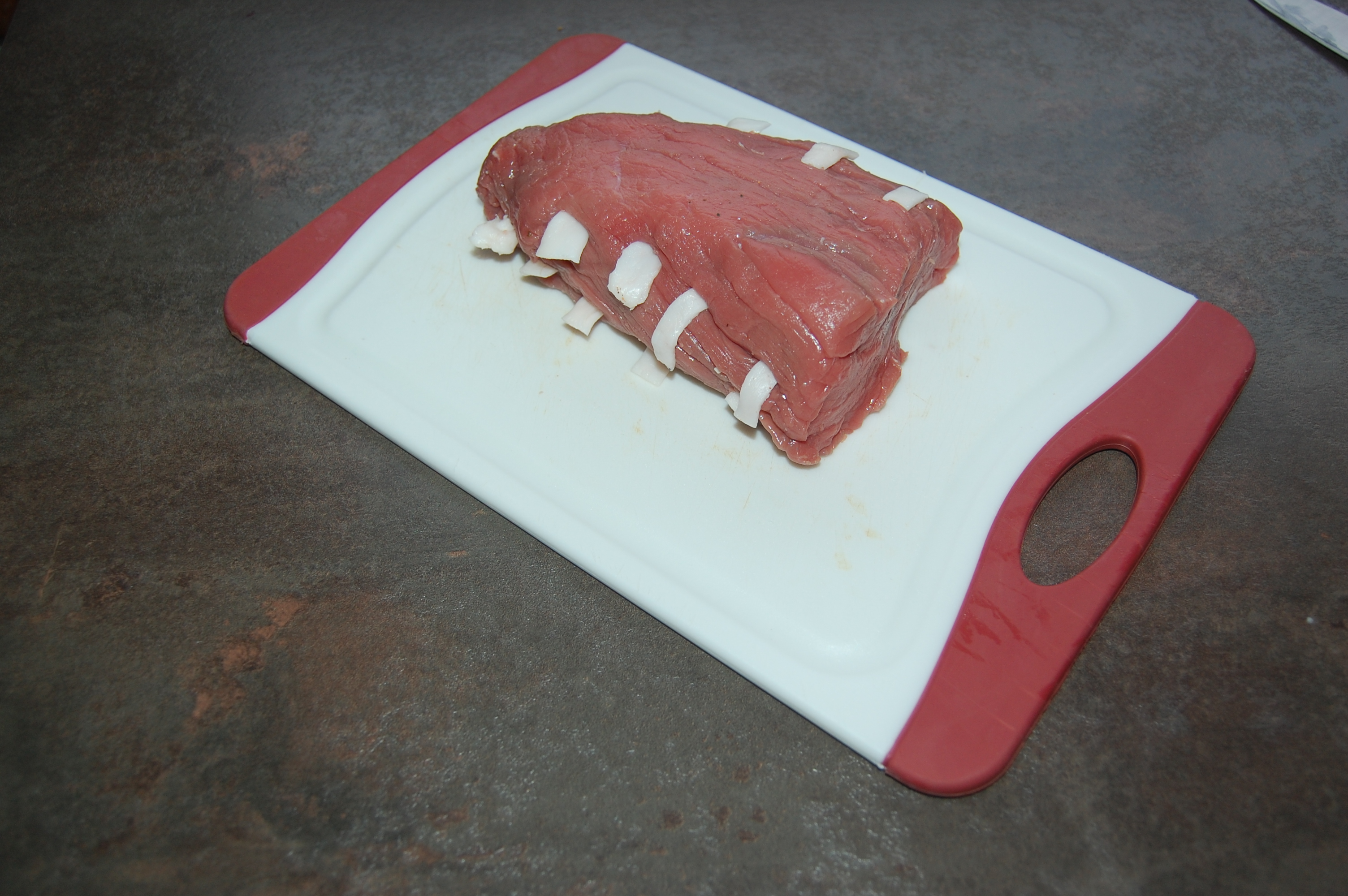
Gelardeerde rosbief, panklaar

Een lardeernaald of lardeerpen is een keukenhulpmiddel om vlees te larderen. Er zijn types met een klemmetje aan één einde (afgebeeld), en types met een groot gat waar het spek doorheen gehaald kan worden.
Larderen is een methode om mager vlees te bereiden. Het wordt bijvoorbeeld toegepast in ossenhaas, lever, wildhaas en fazant. Ook wordt larderen wel gedaan in rosbief. Het te gebruiken (lardeer)spek is vers, dus niet gerookt of gezouten.
Het stuk vlees wordt doorregen met dunne reepjes spekvet. Bij het vervolgens braden van het vlees smelt het vet van binnenuit en wordt het resultaat malser. Larderen wordt ook toegepast in lever dat als broodbeleg wordt gegeten. Het lardeervet is dan zichtbaar als rondjes vet in de plakjes lever. Oorspronkelijk werd larderen gedaan om wild malser te maken. Wilde dieren hebben van nature weinig vet waardoor het vlees taai kan zijn.
Om te larderen wordt een plak lardeerspek in reepjes gesneden en aan een lardeernaald gestoken. Door de lardeernaald in het vlees te steken en hem er aan de andere kant weer uit te halen wordt het vlees doorregen met het vet. Bij langdurig stoven of braden van het vlees smelt het lardeervet en is het in het eindresultaat niet meer zichtbaar.
Een verwante kooktechniek is barderen, het vlees bedekken met lapjes spek.